# Awramiwka (obwód czerkaski)
Awramiwka (ukr. Аврамівка) – wieś na Ukrainie, w obwodzie czerkaskim, w rejonie humańskim, w hromadzie Monastyryszcze. W 2001 liczyła 1923 mieszkańców, spośród których 1894 wskazało jako ojczysty język ukraiński, 26 rosyjski, 5 mołdawski, 1 białoruski, 1 jidysz, a 1 inny.